# Viszlát nyár
Viszlát nyár (węg. Do widzenia, lato) – singiel węgierskiego zespołu rockowego AWS, wydany cyfrowo 21 października 2017 roku. Utwór znalazł się na oficjalnej składance A Dal 2018 – A legjobb 30.
Piosenka została wydana również w angielskiej wersji językowej jako „Summer Gone”.
Kompozycja wygrała finał konkursu A Dal 2018, dzięki czemu reprezentowała Węgry w 63. Konkursie Piosenki Eurowizji 2018.
Singiel dotarł do pierwszego miejsca węgierskiej listy przebojów.

## Personel
W nagraniu utworu wzięli udział następujący muzycy:
- Örs Siklósi – śpiew
- Bence Brucker – gitara
- Dániel Kökényes – gitara
- Áron Veress – perkusja
- Soma Schiszler – gitara basowa

## Notowania na listach przebojów
| Kraj  | Lista (2018)  | Najwyższa pozycja |
| ----- | ------------- | ----------------- |
| Węgry | Single Top 40 | 1                 |